# Diario de Cuenca
El Diario de Cuenca fue un periódico español publicado en la ciudad de Cuenca entre 1942 y 1984.

## Historia
El primer número salió a la luz el 4 de junio de 1942. Fundado en plena Dictadura franquista, acabó pasando a formar parte de la Cadena de Prensa del Movimiento. Durante varias décadas, con el nombre de Ofensiva, fue el principal periódico impreso en toda la provincia de Cuenca. En 1977, tras la muerte de Franco, el diario quedó adscrito al organismo público Medios de Comunicación Social del Estado. Sin embargo, para esa fecha la tirada media era de 1751 ejemplares, lo que se traducía en elevadas pérdidas. Para 1977 el Diario de Cuenca tenía unas pérdidas acumuladas de más de veintidós millones de pesetas, que se duplicaron en unos años. A comienzos de 1984 el Estado puso el diario a la venta, aunque no se encontraron compradores. Por esa razón, el Estado decidió cerrarlo. Su último número apareció el 29 de abril de 1984.